# Broekzakbellen

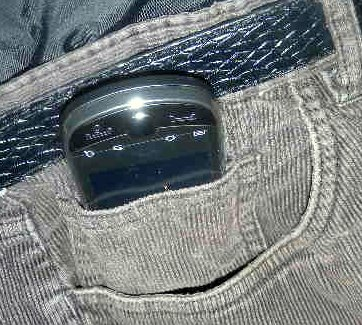
Mobiele telefoon in een broekzak

Broekzakbellen is het onbedoeld tot stand brengen van een telefonische verbinding.
Mobiele telefoons worden vaak in de broekzak meegenomen en hebben een adresboek waarin telefoonnummers voorgeprogrammeerd zijn. Aangezien er in de zak vaak druk op het apparaat wordt uitgeoefend, bestaat de mogelijkheid dat het scherm geactiveerd wordt of dat er toetsen worden ingedrukt. Een bepaalde toetsencombinatie kan een onbedoelde verbinding tot stand brengen. De ontvanger van het gesprek hoort bij het opnemen van de telefoon meestal veel geruis en achtergrondgeluiden.
Sommige mensen programmeren het alarmnummer (112) omdat ze het belangrijk vinden dat dat nummer snel gebeld kan worden. Gevolg is dat de alarmcentrale vaak onnodig door broekzakbellers gehinderd wordt.
Veel telefoons hebben, om onder andere broekzakbellen te voorkomen, een instelling waardoor het toetsenbord automatisch, na verloop van een bepaalde tijd, wordt geblokkeerd.
Een speciale toetscombinatie is dan nodig om die blokkering op te heffen. Bij de meeste telefoons blokkeert dit echter niet het intoetsen van 112, om te voorkomen dat mensen in paniek niet meer het alarmnummer zouden kunnen bellen.